# Четвёртая битва при Матаникау
Наступательная операция у Матаникау 1-4 ноября 1942 года, в некоторых источниках называемая Четвёртая битва при Матаникау — боевое столкновение между подразделениями морской пехоты и армии США с одной стороны и армией Императорской Японии с другой в районе реки Матаникау и мыса Крус на Гуадалканале в период Гуадалканальской кампании во время Второй мировой войны. Эта операция стала одной из последних серий боевых столкновений между силами США и Японии в районе Матаникау во время кампании.
В этой операции семь батальонов морской пехоты и армии США под общим командованием Александера Вандегрифта и тактическим командованием Мерритта Эдсона после победы в сражении за Хендерсон-Филд форсировали реку Матаникау и атаковали подразделения японской армии между рекой и мысом Крус на северном берегу Гуадалканала. Эту местность защищал 4-й пехотный полк армии Японии под командованием Номасу Накагумы и различные вспомогательные подразделения под общим командованием Харукити Хякутакэ. После нанесения японским защитникам большого урона, американцы остановили наступление и временно отошли из-за возможной угрозы наступления японских войск в других частях Гуадалканала.

## Предыстория

### Гуадалканальская кампания
7 августа 1942 года вооруженные силы Союзников (по большей части США) высадились на Гуадалканале, Тулаги и Флоридских островах в архипелаге Соломоновых островов. Целью десанта было не дать использовать их для строительства японских баз, которые бы угрожали транспортным потокам между США и Австралией, а также создание плацдарма для кампании по изоляции главной японской базы в Рабауле и поддержка сухопутных сил союзников в Новогвинейской кампании. Гуадалканальская кампания продлилась шесть месяцев.
Неожиданно для японских войск на рассвете 8 августа их атаковали войска Союзников под командованием генерал-лейтенанта Александера Вандегрифта, главным образом американская морская пехота, высадившаяся на Тулаги и ближайших небольших островах, а также у строящегося японского аэродрома у Лунга-Пойнт на Гуадалканале (позднее достроенного и названного Хендерсон-Филд). Авиация Союзников, базировавшаяся на Гуадалканале, получила название «ВВС Кактуса» (CAF) по кодовому названию Союзников Гуадалканала.
В ответ Генеральный штаб Вооружённых сил Японии отправил подразделения японской 17-й армии, корпус, базировавшийся в Рабауле, под командованием генерал-лейтенанта Харукити Хякутакэ, с приказом вернуть контроль над Гуадалканалом. Подразделения японской 17-й армии начали прибывать на Гуадалканал 19 августа.

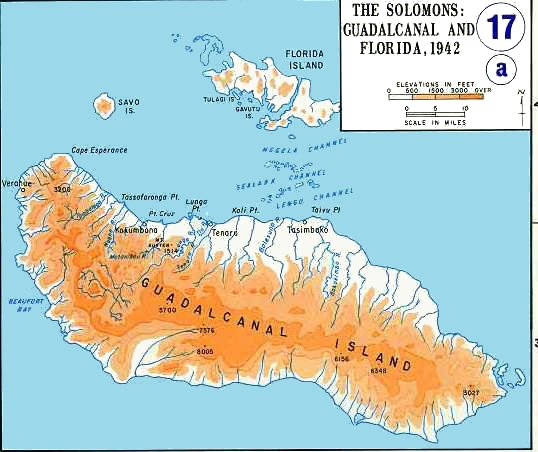
Карта Гуадалканала и близлежащих островов. Матаникау/мыс Крус и мыс Лунга расположены в северо-западной части острова(вверху слева).

Из-за угрозы со стороны авиации CAF, базировавшейся на Хендерсон-Филд, японцы не могли использовать крупные медленные транспортные суда для доставки солдат и вооружения на остров. Вместо этого они использовали главным образом легкие крейсеры и эскадренные миноносцы 8-го японского флота под командованием Гунъити Микавы, которые обычно успевали сделать рейс через пролив Слот к Гуадалканалу и обратно за одну ночь, таким образом минимизируя угрозы воздушных атак. Однако таким способом было возможно доставлять только солдат без тяжёлого вооружения и припасов, в том числе без тяжелой артиллерии, автомобилей, достаточных запасов пищи, а только то, что солдаты могли унести на себе. Кроме того, эсминцы были нужны для охраны обычных конвоев. Эта скоростная доставка военными кораблями имела место в течение всей кампании на Гуадалканале и получила название «Токийский экспресс» у союзников и «Крысиная транспортировка» у японцев.
Первая попытка японцев отбить Хендерсон-Филд силами подразделения численностью 917 человек закончилось неудачей 21 августа в бою у реки Тенару. Следующая попытка была предпринята 12-14 сентября силами 6000 солдат под командованием генерал-майора Киётакэ Кавагути, она закончилась поражением в битве за хребет Эдсона. После поражение на хребте Эдсона Кавагути и его солдаты отошли на запад к реке Матаникау на Гуадалканале.
В то время, когда японские войска перегруппировывались, американцы сосредоточились на укреплении позиций по периметру Лунга. 18 сентября американский морской конвой доставил 4157 солдат 3-й Временной бригады морской пехоты (7-й полк морской пехоты США) на Гуадалканал. Эти подкрепления позволили Вандегрифту, начиная с 19 сентября, организовать непрерывную линию обороны по периметру Лунга.
Генерал Вандегрифт и его штаб были уверены, что солдаты Кавагути отступили на запад от реки Матаникау и многочисленные группы отставших солдат находятся на территории между периметром Лунга и рекой Матаникау. Поэтому Вандегрифт решил провести ряд операций небольшими подразделениями в районе реки Матаникау.

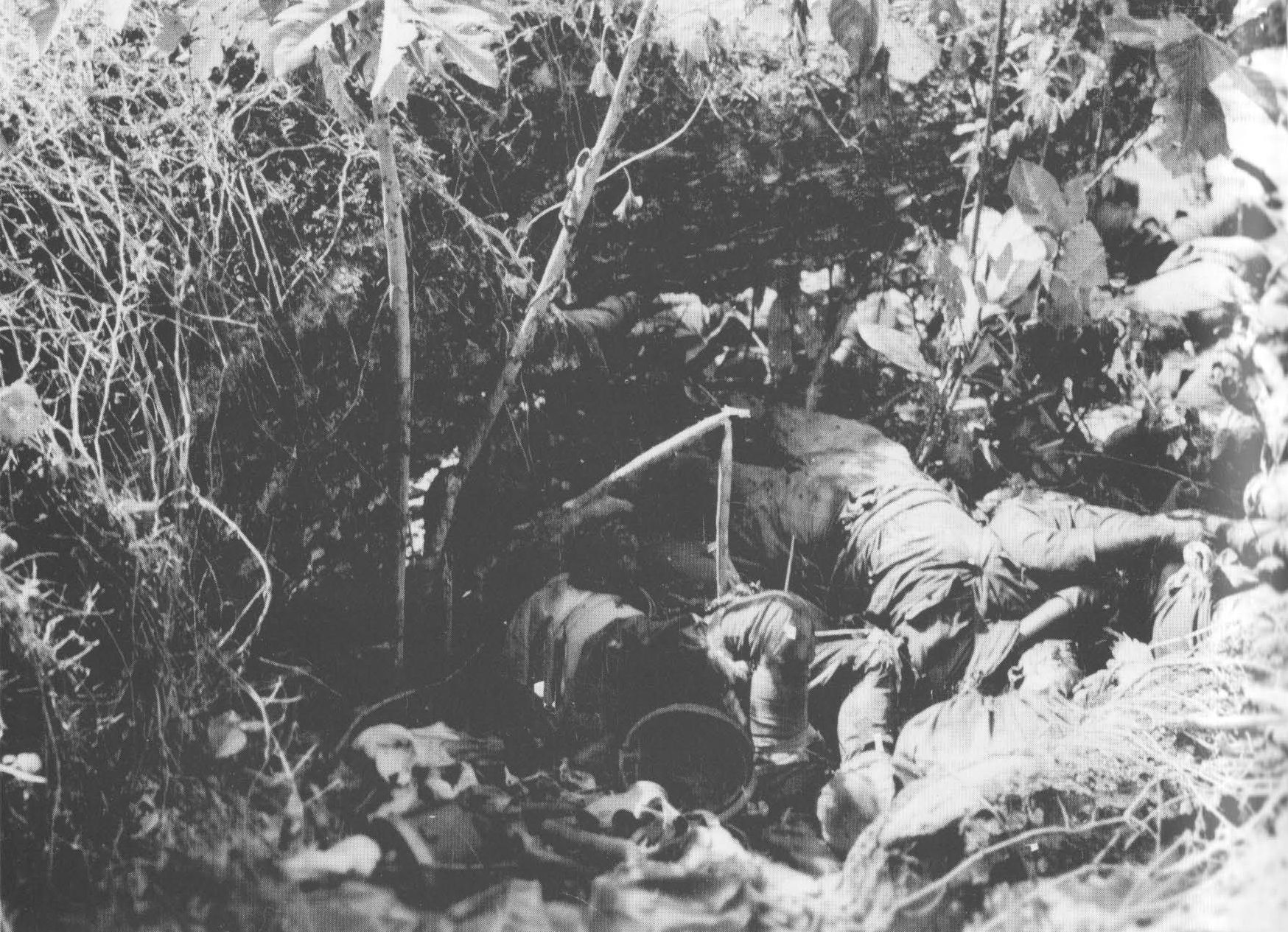
Мёртвые солдаты японского 2-го батальона 4-го пехотного полка лежат в ущелье, убитые миномётным и стрелковым оружием морской пехоты США, 9 октября 1942 года

Первая операция американской морской пехоты против японских войск к западу от Матаникау, проходившая 23-27 сентября 1942 года силами трёх батальонов, была отражена солдатами Кавагути под командованием полковника Акиносукэ Оки. Во второй операции 6-9 октября крупные силы морской пехоты успешно пересекли реку Матаникау, атаковали недавно прибывшие японские войска из 2-й (Сэндай) пехотной дивизии под командованием генералов Масао Маруямы и Юмио Насу, и нанесли большой урон японскому 4-му пехотному полку. В результате второй операции японцы покинули свои позиции на восточном берегу Матаникау и отступили.
В то же самое время генерал-майор Миллард Ф. Хармон, командующий американской армией в Южной части Тихого океана, убедил вице-адмирала Роберта Л. Гормли, командующего силами Союзников в Южной части Тихого океана, что американская морская пехота на Гуадалканале нуждается в немедленных подкреплениях для успешной обороны острова от следующего японского наступления. В результате 13 октября морской конвой доставил 2837 солдат из 164-го пехотного полка, подразделения Северная Дакота Национальной гвардии армии США, входившего в дивизию Америкал армии США, на Гуадалканал.

### Битва за Хендерсон-Филд
С 1 по 17 октября японцы перебросили 15 000 солдат на Гуадалканал, увеличив численность контингента Хякутакэ до 20 000, в рамках подготовки наступления на Хендерсон-Филд. После потери позиций на восточном берегу Матаникау японцы решили, что атаковать оборонительные позиции США вдоль берега будет предельно сложно. Поэтому Хякутакэ решил, что главное направление удара должно быть к югу от аэродрома Хендерсон-Филд. Его 2-я дивизия (укреплённая одним полком 38-й дивизии) под командованием генерал-лейтенанта Масао Маруямы, насчитывающая 7 000 солдат в трёх пехотных полках, состоявших их трёх батальонов каждый получила приказ перейти через джунгли и атаковать американские оборонительные позиции к югу недалеко от восточного берега реки Лунга. Чтобы отвлечь внимание американцев от запланированной атаки с юга, тяжёлая артиллерия Хякутакэ и пять батальонов пехоты (около 2 900 человек) под командованием генерал-майора Тадаси Сумиёси должны были атаковать американские позиции с западной стороны вдоль прибрежного коридора.

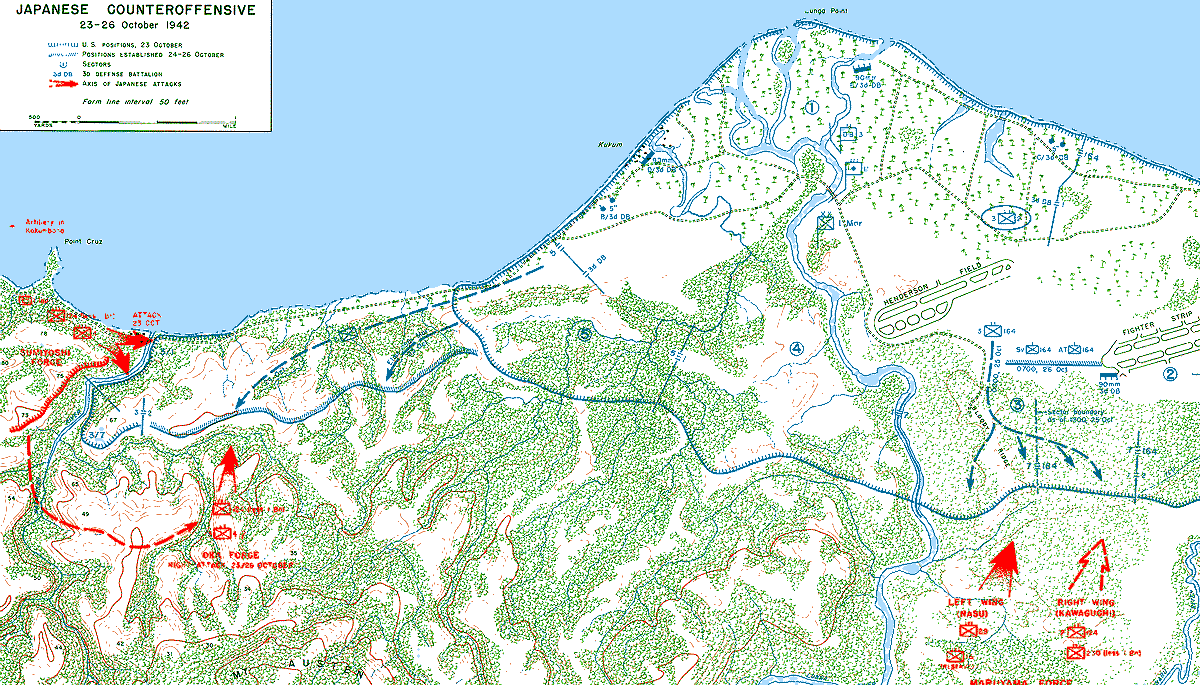
Карта сражения 23-26 октября. Войска Сумиёси атаковали с запада от Матаникау (слева), в то время как 2-я дивизия Маруямы атаковала периметр Лунга с юга (справа)

Силы Сумиёси, включающие два батальона 4-го пехотного полка под командованием полковника Номасу Накагумы, начали наступление на позиции американской морской пехоты в устья Матаникау вечером 23 октября. Морские пехотинцы США с помощью артиллерии и огнестрельного оружия отбили все атаки убили многих атакующих японских солдат, понеся незначительные потери.
Начиная с 24 октября в течение двух последующих ночей силы Маруямы провели многочисленные безрезультатные фронтальные атаки в южной части периметра Лунга. Более 1 500 солдат Маруямы погибли во время атак, тогда как американцы потеряли только 60 человек убитыми.
Последующие атаки у Матаникау силами 124-го пехотного полка Оки 26 октября также были отражены с большими потерями для японцев. Поэтому в 08:00 26 октября Хякутакэ приказал прекратить все атаки и отступить. Примерно половине уцелевших войск Маруямы было приказано отойти к западу от района Матаникау, а 230-й пехотный полк под командованием полковника Тосинари Сёдзи был отправлен к мысу Коли к востоку от периметра Лунга. 4-й пехотный полк отступил к позициям на западном берегу Матаникау и в районе мыса Крус, а 124-й пехотный полк занял позиции на склонах горы Остин над долиной Матаникау.

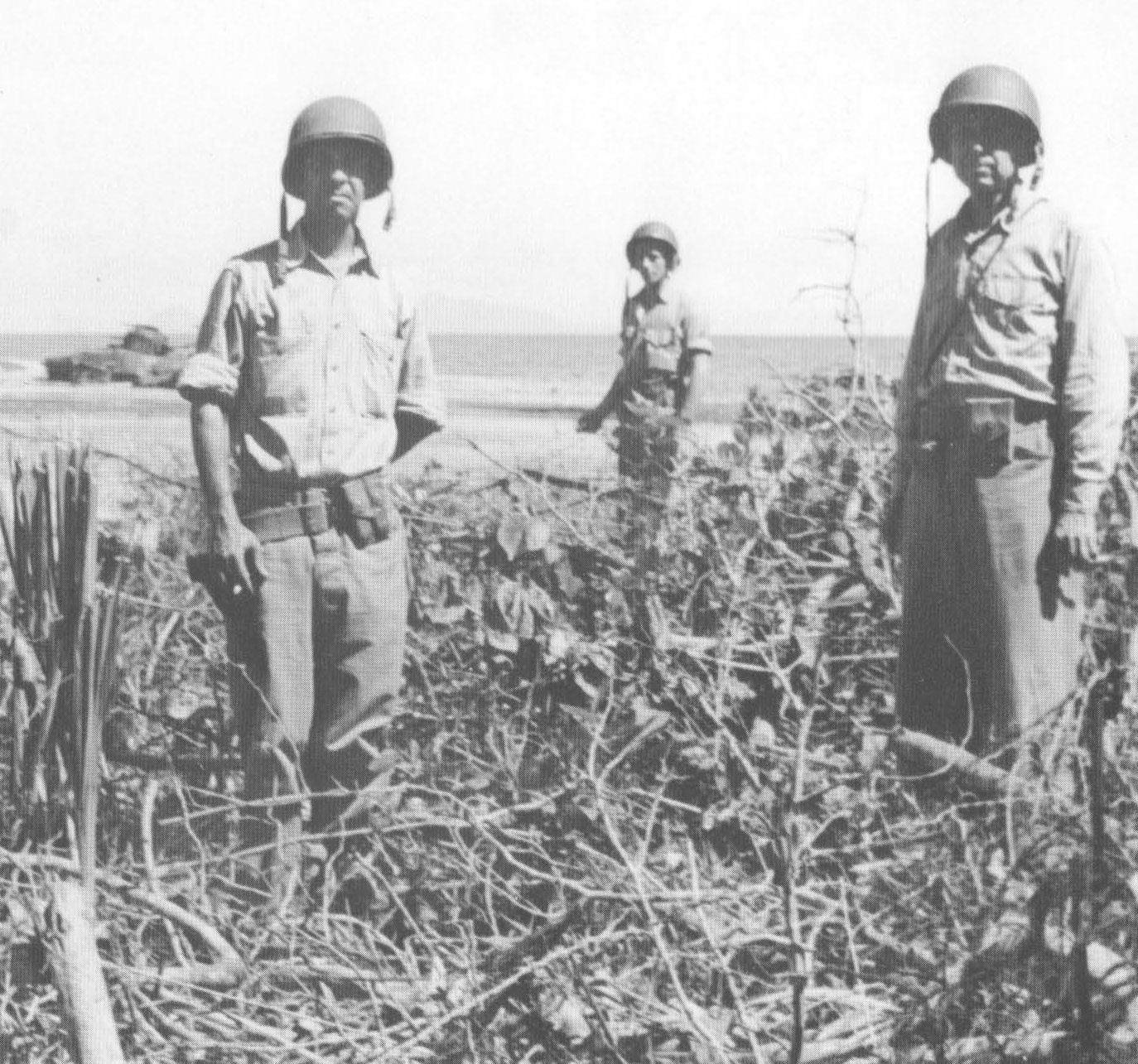
Полковник морской пехоты Мерритт Эдсон (слева), сфотографированный недалеко от устья Матаникау за несколько дней до ноябрьского наступления

Для того, чтобы воспользоваться результатами недавней победы Вандегрифт запланировал ещё одно наступление на запад от Матаникау, которое преследовало две цели: отбросить японские войска дальше радиуса стрельбы артиллерии от Хендерсон-Филд и отрезать солдатам Маруямы путь к деревне Кокумбона, где находилась штаб-квартира 17-й армии. Для наступления Вандегрифт выделил три батальона 5-го полка морской пехоты под командованием полковника Мерритта Эдсона и усиленный 3-й батальон 7-го полка морской пехоты (получивший название Группа Вэлинга) под командованием полковника Уильяма Вэлинга. Два батальона 2-го полка морской пехоты оставались в резерве. Наступление должна была поддерживать артиллерия 11-го полка морской пехоты и 164-го пехотного полка, авиация ВВС «Кактус» и артиллерийский огонь кораблей американского флота. Эдсону было поручено тактическое командование операцией.
Район реки Матаникау обороняли японские 4-й и 124-й пехотные полки. 4-й пехотный полк Накагумы оборонял территорию в глубину около 1000 ярдов (914 м) от берега моря, а 124-й пехотный полк Оки защищало пространство далее вдоль реки. Оба полка, состоящие на бумаге из шести батальонов, были серьёзно ослаблены боевыми потерями, тропическими болезнями и недоеданием. Фактически Ока описывал свои войска только как «пол-силы.»

## Ход сражения
С 01:00 до 06:00 1 ноября инженерные подразделения морской пехоты построили три пешеходных мостика чеоез Матаникау. В 06:30 девять артиллерийских батарей морской пехоты и армии США (около 36 орудий) и американских кораблей Сан-Франциско, Хелена и Стерретт открыли огонь по западному берегу Матаникау, а американские самолёты, в том числе 19 бомбардировщиков B-17 сбросили бомбы по этой местности. В то же самое время 1-й батальон 5-го полка морской пехоты (1/5) форсировал Матаникау у устья, а 2-й батальон 5-го полка морской пехоты (2/5) и группа Вэлинга форсировали реку выше по течению. Морскую пехоту встретил японский 2-й батальон 4-го пехотного полка под командованием майора Масао Тамуры.

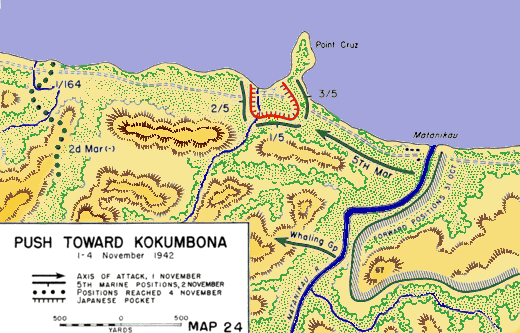
Карта американского наступления у Матаникау

2/5 и группа Вэлинга встретили очень слабое сопротивление и захватили несколько хребтов к югу от мыса Крус в первой половине дня. Однако у мыса Крус 7-я рота батальона Тамуры оказала ожесточённое сопротивление наступающим американским солдатам. За несколько часов борьбы рота C из 1/5 понесла тяжёлые потери, в том числе погибли три офицера, и она была отброшена к Матаникау солдатами Тамуры. Получив помощь от ещё одной ротой из 1/5 и позднее двух рот из 3-го батальона 5-го полка морской пехоты (3/5), а также, среди прочего, благодаря пулемётному огню капрала морской пехоты Энтони Касаменто (en:Anthony Casamento), американцы смогли остановить отступление.
Проанализировав положение на конец дня, Эдсон вместе с полковником Джеральдом Томасом и подполковником Мерриллом Твинингом из штаба Вандегрифта приняли решение попытаться окружить японцев у мыса Крус. Они приказали 1/5 и 3/5 продолжить давление на японских солдат вдоль берега на следующий день, пока 2/5 двигается на север, чтобы окружить их с западной и южной стороны от мыса Крус. Батальон Тамуры понёс большие потери в дневных боях, от 7-й и 5-й рот Тамуры осталось только 10 и 15 не раненых солдат соответственно.

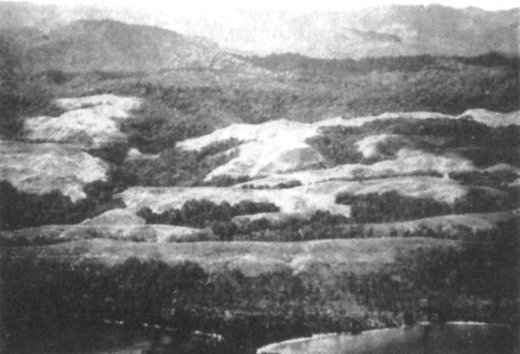
Район мыса Крус на Гуадалканале, вид с южной стороны. Очаг японского сопротивления был расположен у основания мыса Крус, внизу в центре фотографии

Опасаясь, что американские войска близки к прорыву обороны, штаб 17-й армии Хякутакэ срочно отправил солдат, которых могли найти под рукой, для укрепления 4-го пехотного полка. Такими подразделениями оказались 2-й батальон противотанковых орудий с 12 пушками и 39-е дорожностроительное подразделение. Эти подразделения занияли позиции к югу и с запада от мыса Крус и приготовились к бою.
Утром 2 ноября, оставив группу Вэлинга для прикрытия флангов, солдаты 2/5 отправились на север и достигли западного берега мыса Крус, завершив окружение японской группировки. Обороняющиеся японские солдаты оказались в центре между прибрежной тропой и берегом с западной стороны мыса Крус и были защищены коралловыми, земляными и бревенчатыми укрытиями, а также пользовались пещерами и окопами. Американская артиллерия обстреливала японские позиции днём 2 ноября, однако реальный урон, нанесённый японским защитникам, неизвестен.
Позже в этот же день рота I из 2/5 провела фронтальную штыковую атаку на северные позиции японской обороны, убив японских солдат и заняв их позиции. В то же самое время два батальона 2-го полка морской пехоты предприняли наступление, продвинувшись за район мыса Крус.
В 06:30 3 ноября несколько японских солдат предприняли попытку вырваться из окружения, но их попытка была сорвана морскими пехотинцами. С 08:00 до полудня пять рот морской пехоты из 2/5 и 3/5, применяя огнестрельное оружие, миномёты, взрывчатку, а также артиллерийский огонь, в том числе прямой наводкой, завершили уничтожение японского котла у мыса Крус. Морской пехотинец Ричард А. Нэш, принимавший участие в боях, писал:

Джип привёз 37-мм противотанковую пушку и капитан Эндрюс из роты D отправил солдат, чтобы установить её на возвышенности для стрельбы по пальмовой роще. Затем я услышал это — прямо перед тем, как орудие начало стрелять — ужасные стенания и пение, почти как в религиозном гимне… идущее от попавших в западню японских солдат. Затем пушка стала стрелять картечью по ним, ещё и ещё, и затем, когда пение стихло, и огонь был прекращён внезапно настала полная тишина. Некоторые из нас пошли к пальмовым деревьям и увидели лежащие рядами разорванные тела, возможно, 300 молодых японских солдат. Спасшихся не было.
Оригинальный текст (англ.)A jeep wheeled up towing a 37-mm anti-tank gun and Captain Andrews of D Company put a crew of men to setting the thing up to fire into the palm grove. Then I heard it—just before the gun began firing—a weird wailing and moaning, almost a religious chant...coming from the trapped Japanese soldiers.  Then the gun fired canister shot into them, again and again, and after a while the chanting stopped and the firing stopped and for a moment it was all-quiet.  Some of us went among the palm trees to look, and there, row on row, were the torn and shattered bodies of perhaps 300 young Japanese soldiers.  There were no survivors.

Морские пехотинцы захватили 12 37-мм противотанковых орудий, одну 70-мм полевую пушку и 34 пулемёта, насчитав 239 мёртвых тел японских солдат, включая 28 офицеров.

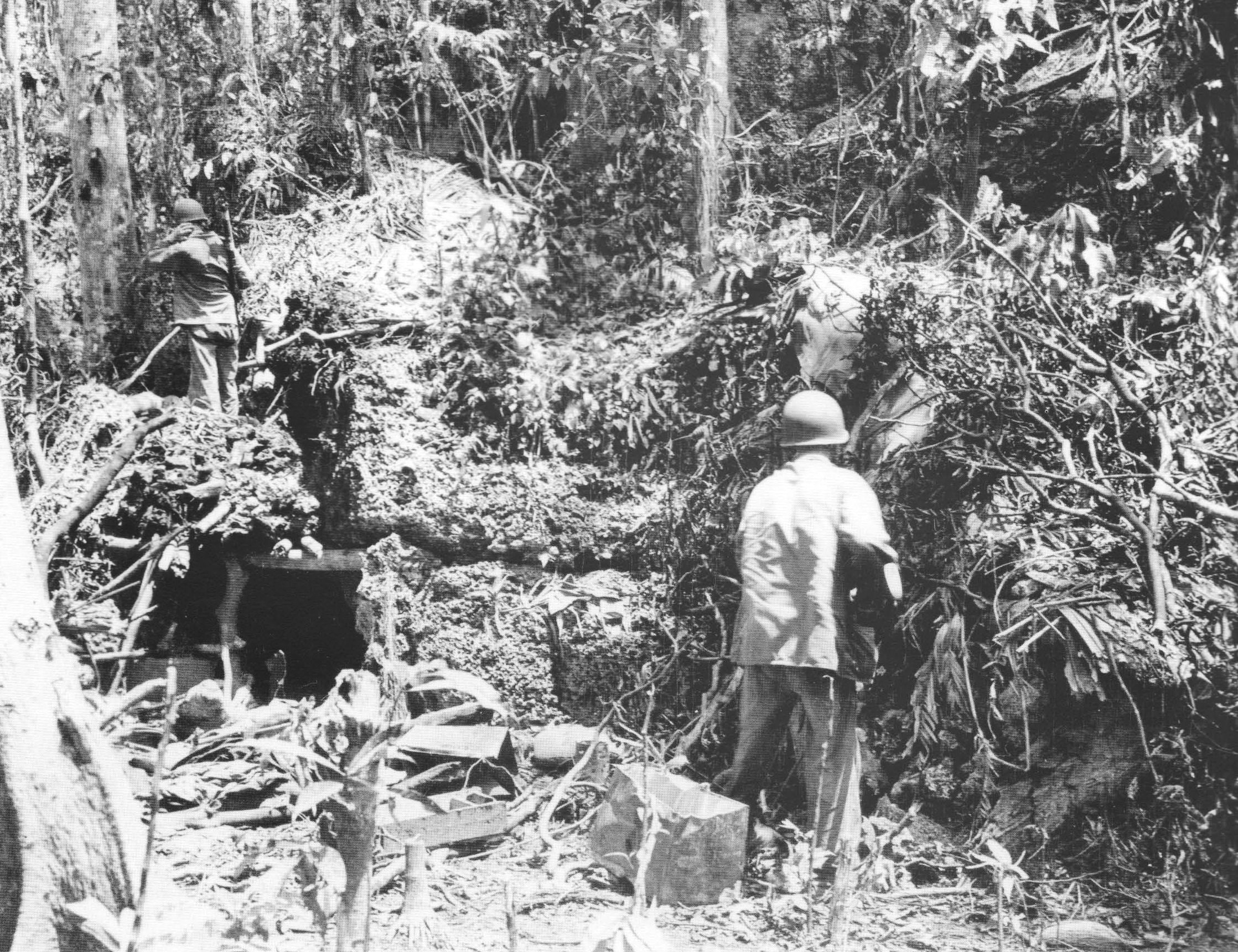
Два морских пехотинца проверяют японский коралловый бункер у мыса Крус после боя 3 ноября

В то же самое время морские пехотинцы из 2-го полка и группа Вэлинга продолжили продвижение вдоль берега, достигнув точки в 3 500 ярдах (3 200 м) к западу от мыса Крус к темноте. Противостояли продвижению морской пехоты только оставшиеся 500 солдат от 4-го пехотного полка, усиленного несколькими уцелевшими из подразделений, которые принимали ранее участие в боях у мыса Тенару и на хребте Эдсона и истощёнными моряками из первоначального гарнизона Гуадалканала. Японцы опасались, что они не смогут предотвратить захват американцами деревни Кокумбона, что могло отрезать пути к отступлению 2-й пехотной дивизии и создать серьёзную угрозу для вспомогательных подразделений арьергарда и штаба японских сил на Гуадалканале. Накагума в отчаянии собрался идти с развёрнутыми знамёнами в последнюю самоубийственную атаку, но был остановлен другими офицерами штаба 17-й армии.
Однако произошло важное событие, которое дало японским войскам отсрочку. Рано утром 3 ноября подразделения морской пехоты у мыса Коли к востоку от периметра Лунга вступили в бой с 300 свежими японскими солдатами, которые только что были высажены с пяти эсминцев Токийского экспресса. Это, а также тот факт, что американцы знали о передвижении большого отряда японских войск в направлении мыса Коли после поражения в битве за Хендерсон-Филд, дало американцам повод считать, что японцы намерены провести крупную наступательную операцию на периметр Лунга из района мыса Коли.
Для того, чтобы обсудить развитие событий, командиры морской пехоты на Гуадалканале собрали совещание утром 4 ноября. Твининг предлагал продолжить наступление на запад от Матаникау. Эдсон, Томас и Вандегрифт, напротив, убеждали завершить наступательную операцию и ппереместить войска, чтобы противостоять угрозе со стороны мыса Коли. Поэтому в тот же день 5-й полк морской пехоты и группа Вэлинга были отозваны к мысу Лунга. 1-й и 2-й батальоны 2-го полка морской пехоты, а также 1-й батальон 164-го пехотного полка заняли позиции в 2 000 ярдах (1 829 м) к западу от мыса Крус с долгосрочной задачей удерживать оборону в этом месте. Отступление японских войск ещё продолжалось, и уцелевшие солдаты из 2-й Сэндайской дивизии в этот день начали подходить к Кокумбоне. Примерно в это время Накагума был убит артиллерийским снарядом.

## Последующие события

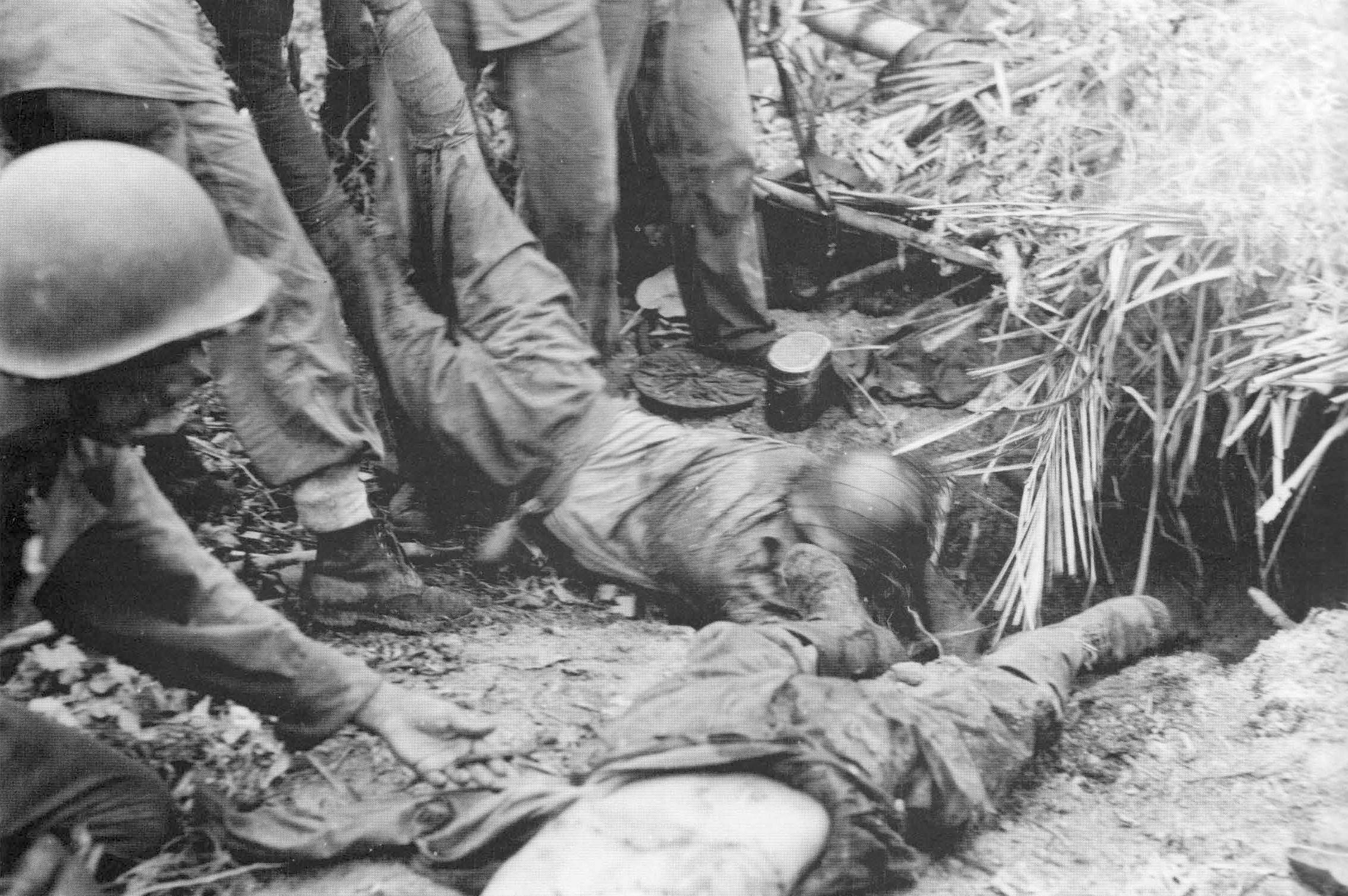
Морские пехотинцы оттаскивают тела мёртвых японских солдат от их бункера у мыса Крус после сражения в начале ноября.

После преследования японских солдат у мыса Коли американцы возобновили наступление в западном направлении к Кокумбоне 10 ноября, отправив три батальона под общим командованием полковника морской пехоты Джона Артура. В то же самое время свежие японские солдаты 228-го пехотного полка 38-й пехотной дивизии высадились с Токийского экспресса несколькими ночами ранее, начиная с 5 ноября и оказали сопротивление американскому наступлению. Достигнув только небольших успехов, в 13:45 11 ноября Вандегрифт внезапно приказал всем американским войскам вернуться на восточный берег Матаникау.
Причиной приказа Вандегрифта об отступлении стало получение разведывательной информации от береговых наблюдателей, воздушной разведки и радиоперехватов об отправке крупных японских подкреплений на Гуадалканал. В действительности японцы в этот момент отправили конвой с 10 000 солдат 38-й дивизии на Гуадалканал с приказом отбить и захватить Хендерсон-Филд. В результате усилия американцев по перехвату конвоя привели к морскому сражению за Гуадалканал, решающему морскому сражению Гуадалканальской кампании, в результате которого большая часть японских подкреплений на остров не попала.
Американцы снова перешли Матаникау и снова провели наступление на запад начиная с 18 ноября, но не смогли противостоять сопротивлению японских войск. Американское наступление было остановлено 23 ноября на линии чуть западнее мыса Крус. Американцы и японцы находились на своих позициях лицом к лицу в течение последующих шести недель, когда, на завершающих этапах кампании американские войска начали своё последнее, заключительное наступление, завершившееся эвакуацией японских войск. Несмотря на то, что американцы были близки к захвату позиций японского арьергарда в начале ноября, этого не произошло до финальных стадий кампании, когда американские войска вошли в Кокумбону.

### Интернет-публикации
- Anderson, Charles R. GUADALCANAL (неопр.). — United States Army Center of Military History[англ.], 1993. — (The U.S. Army Campaigns of World War II).
- Hough, Frank O.; Ludwig, Verle E., and Shaw, Henry I., Jr.: . Pearl Harbor to Guadalcanal. History of U.S. Marine Corps Operations in World War II. Дата обращения: 16 мая 2006. Архивировано из оригинала 27 июня 2006 года.
- Shaw, Henry I. First Offensive:  The Marine Campaign For Guadalcanal. Marines in World War II Commemorative Series (1992). Дата обращения: 25 июля 2006. Архивировано из оригинала 14 июня 2006 года.
- Zimmerman, John L. The Guadalcanal Campaign. Marines in World War II Historical Monograph (1949). Дата обращения: 4 июля 2006. Архивировано из оригинала 19 июня 2006 года.